# Markiyan Ivashko
Markiyan Volodymyrovych Ivashko (en ucraniano: Маркіян Володимирович Івашко; Leópolis, URSS, 18 de mayo de 1979) es un deportista ucraniano que compitió en tiro con arco, en la modalidad de arco recurvo.
Ganó cuatro medallas en el Campeonato Mundial de Tiro con Arco en Sala entre los años 1999 y 2014, tres medallas en el Campeonato Europeo de Tiro con Arco al Aire Libre entre los años 2008 y 2012, y cinco medallas en el Campeonato Europeo de Tiro con Arco en Sala entre los años 2006 y 2011.
En los Juegos Europeos de Bakú 2015 consiguió una medalla de oro en la prueba por equipo.
Participó en dos Juegos Olímpicos de Verano, ocupando el cuarto lugar en Pekín 2008 y el quinto en Londres 2012, en la prueba por equipo.

## Palmarés internacional
| Campeonato Mundial en Sala       | Campeonato Mundial en Sala | Campeonato Mundial en Sala | Campeonato Mundial en Sala |
| Año                              | Lugar                      | Medalla                    | Prueba                     |
| -------------------------------- | -------------------------- | -------------------------- | -------------------------- |
| 1999                             | La Habana (Cuba)           | Medalla de plata           | Individual                 |
| 2005                             | Aalborg (Dinamarca)        | Medalla de oro             | Equipo                     |
| 2007                             | Esmirna (Turquía)          | Medalla de plata           | Individual                 |
| 2014                             | Nimes (Francia)            | Medalla de oro             | Equipo                     |
| Juegos Europeos                  |                            |                            |                            |
| Año                              | Lugar                      | Medalla                    | Prueba                     |
| 2015                             | Bakú (Azerbaiyán)          | Medalla de oro             | Equipo                     |
| Campeonato Europeo al Aire Libre |                            |                            |                            |
| Año                              | Lugar                      | Medalla                    | Prueba                     |
| 2008                             | Vittel (Francia)           | Medalla de plata           | Individual                 |
| 2010                             | Rovereto (Italia)          | Medalla de bronce          | Individual                 |
| 2012                             | Ámsterdam (Países Bajos)   | Medalla de bronce          | Equipo                     |
| Campeonato Europeo en Sala       |                            |                            |                            |
| Año                              | Lugar                      | Medalla                    | Prueba                     |
| 2006                             | Jaén (España)              | Medalla de oro             | Equipo                     |
| 2006                             | Jaén (España)              | Medalla de plata           | Individual                 |
| 2010                             | Poreč (Croacia)            | Medalla de plata           | Equipo                     |
| 2010                             | Poreč (Croacia)            | Medalla de bronce          | Individual                 |
| 2011                             | Cambrils (España)          | Medalla de oro             | Equipo                     |